# Chilensk fiolspindel
Chilensk fiolspindel (Loxosceles laeta) är en spindelart som först beskrevs av Hercule Nicolet 1849. Den chilenska fiolspindeln ingår i släktet fiolspindlar och familjen Sicariidae. Inga underarter finns listade i Catalogue of Life.
Fiolspindelarten är giftig; likt andra fiolspindlar bär den på ett gift som kan döda vävnaden det injiceras i. Det finns rapporter av fall där människor har dött av ett bett från fiolspindelarten. På grund av spindelns storlek är det dock inte alltid säkert att dess bett kan punktera en människas hud, varför det inte behöver vara farligt för en människa att bli biten av denna spindelart.
Fiolspindelarten finns förutom i Sydamerika, och då främst Chile, även i Kalifornien. Sedan 1970-talet finns den chilenska fiolspindeln även på Naturhistoriska museet i Helsingfors. Dit antas den ha kommit genom en låda med importerad frukt, och den har därefter etablerat sig i lokalen.
Ett antal exemplar av den chilenska fiolspindeln har under 2021 och 2022 påträffats i en byggnad i Sandviken. Den kan dock ha funnits i lokalen redan 2014. I byggnaden där spindeln påträffades ligger bland annat Sandvik Coromant,  Sandviks truck- och kranskola samt Göranssonska skolan. Skadedjursexperter från Anticimex menade i samband med påträffandet att spindeln troligen kommit till Sandviken genom internationell handel, men utesluter inte att den skulle kunna etablera sig och överleva i Sverige.